# 大牟田市立図書館
大牟田市立図書館（おおむたしりつとしょかん）は、福岡県大牟田市にある公共図書館。

## 沿革

### 木造図書館以前（1942年～1951年）
1942年（昭和17年）、大牟田市役所振興課内に創設。1943年（昭和18年）、大牟田市立第二小学校内に移転。1945年（昭和20年）、大牟田空襲で焼失。1949年（昭和24年）8月、大牟田市役所教育課に再設。同年10月、三井鉱山三池鉱業所焼け残りの倉庫に移転、福岡CIE図書館大牟田分館を併設。CIE図書館大牟田分館は、のちにA.C.C分館と名称がかわり、この分館は1964年（昭和39年）に廃止された。

### 木造図書館の時代（1952年～1990年）
1952年（昭和27年）8月、旧図書館開館。木造モルタル2階建ての赤屋根の建物。1958年（昭和33年）、移動図書館ひまわり号巡回開始。車両は代替わりしても、ひまわり号の名称は引き継がれ、1999年（平成11年）3月まで継続された。レファレンス用補助ツール（レファレンス記録票を元にして逐次捕捉し、索引カードとして活用している件名カード）作成開始。レファレンスについて、1969年（昭和44年）3月より地域新聞『有明新報』で「電話図書館」連載。1973年（昭和48年）荒尾市立図書館との広域利用開始。荒尾市と大牟田市は同じ生活圏・同じ経済圏として三池炭鉱とともに栄えてきたいきさつがある。1990年（平成2年）12月より、新館準備のため休館。

### カルタックスおおむた（1991年～）

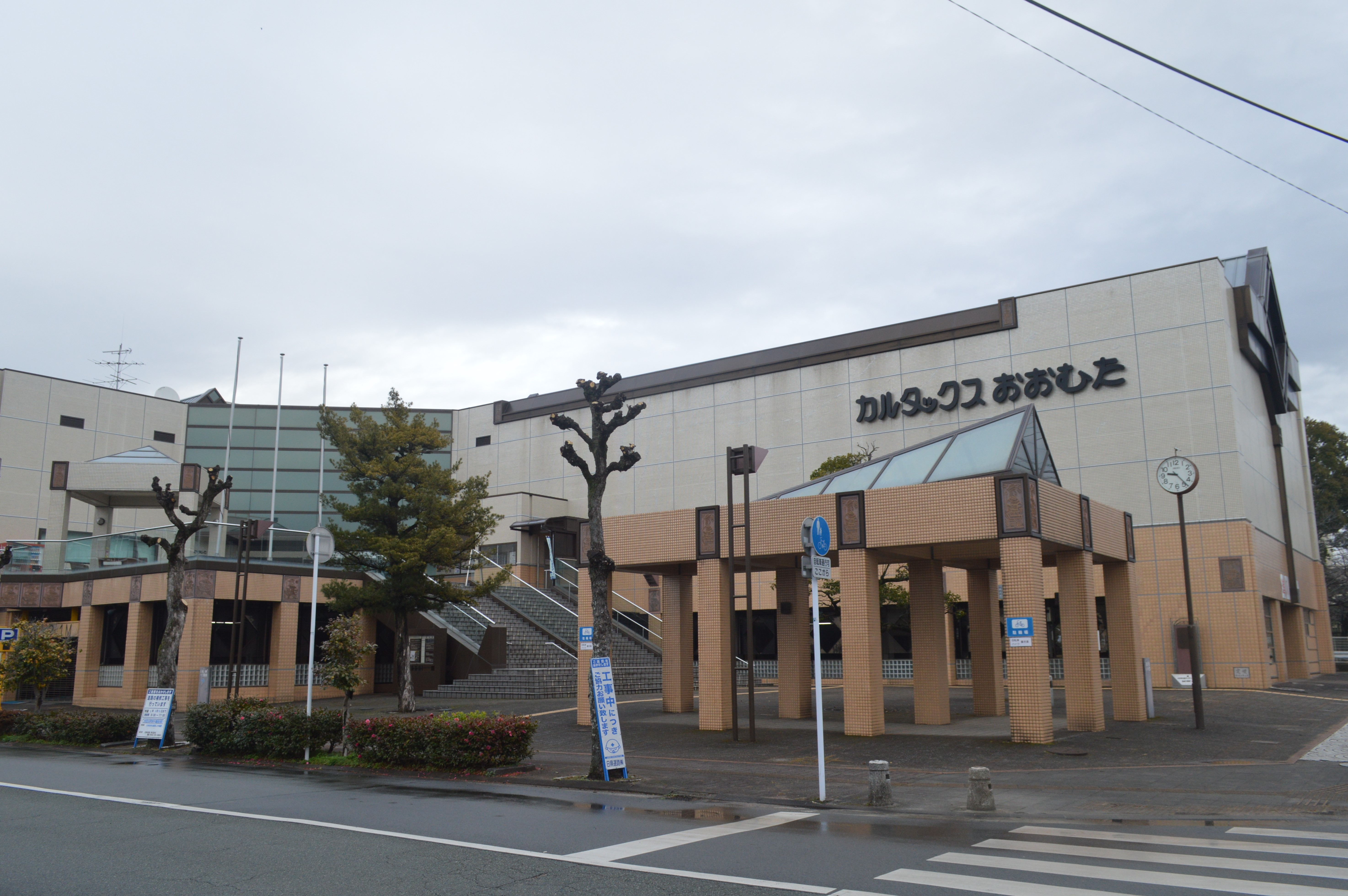
カルタックスおおむた

1991年（平成3年）4月23日新図書館開館。老朽化した図書館の移転改築と、大牟田市が日本のカルタの発祥の地であることを記念した三池カルタ記念館との複合施設「カルタックスおおむた」（正式名称「三池カルタ記念館等複合施設」）として開館した。2007年（平成19年）図書館の運営は指定管理者制度に移行した。2012年（平成24年）有明圏域定住自立圏構想に基づく図書館の相互利用開始（大牟田市・柳川市・みやま市）。2014年（平成26年）有明圏域定住自立圏構想に基づく図書館の相互利用開始（大牟田市・荒尾市・南関町・長洲町）。